# Katowice Morawa
Ten artykuł dotyczy przyszłego wydarzenia. Informacje w nim zawarte mogą się zmienić wraz z pojawieniem się nowych faktów, a początkowe doniesienia mogą być niepewne. Ostatnie aktualizacje tego artykułu mogą nie odzwierciedlać najbardziej aktualnych informacji.
Katowice Morawa − budowany przystanek osobowy koło ulicy Morawa na osiedlu Morawa w Katowicach w województwie śląskim w Polsce. 

## Historia
Pierwsza koncepcja budowy przystanku o nazwie Katowice Morawa powstała w ramach Kolei Ruchu Regionalnego mającego na celu skomunikowanie dzielnicy Morawa, którego budowa miała zostać zrealizowana w ramach zadania 2 w latach 1998−2002 wraz z budową odcinka kolei aglomeracyjnej Dąbrowa Górnicza – Katowice. Z uwagi na odcięcie finansowe nad budową Kolei Ruchu Regionalnego w 1992 roku do realizacji prac nad II etapem nigdy nie przystąpiono, w związku z czym przystanku nie wybudowano.
Do koncepcji budowy przystanku powrócono wraz z przystąpieniem do realizacji zadania "Prace na podstawowych ciągach pasażerskich (E30 i E65) na obszarze Śląska etap 1: Linia E65 na odc. Będzin – Katowice – Tychy – Czechowice-Dziedzice – Zebrzydowice" mającego na celu przebudowę układu torowego katowickiego węzła kolejowego. 28 lutego 2019 roku przygotowano projekt przebudowy szlaku Będzin – Katowice w ramach którego zaprojektowano przystanek posiadający dwa perony – wyspowy przeznaczony również pod planowaną do wydłużenia linię kolejową nr 660 oraz jednokrawędziowy od strony ulicy Sosnowieckiej. Mimo ukazania posterunku ekspedycyjnego w wykazie PKP PLK na linii kolejowej nr 1 projekt nie przewiduje budowy peronów przystanku na tej linii.
W 2024 roku rozpoczęto prace ziemne pod budowę przystanku oraz nasypu pod tory linii kolejowych nr 659 i 660.